# David Levi
David Julian Levi (New York City, New York, 13 de dezembro de 1994) é um ator e tecladista estadunidense da banda e série The Naked Brothers Band. Até agora seu papel que é mais conhecido é do David Levi, onde interpreta a si mesmo. Ele já tinha uma amizade com Nat Wolff e Alex Wolff desde a pré-escola.

## Filmografia
- The Naked Brothers Band: The Movie (2005)
- The Naked Brothers Band (2007-)
- The Naked Brothers Band: Battle of the Bands (2007)
- The Naked Brothers Band: Sidekicks (2008)
- The Naked Brothers Band: Polar Bears (2008)
- The Naked Brothers Band: Mystery Girl (2008)
- The Naked Brothers Band: Operation Mojo (2008)
- The Naked Brothers Band: The Premiere (2009)